# Jazyczije
Jazyczije, jazyczje (ukr. Язичіє) – obraźliwo-polemiczna nazwa (języczysko) sztucznego języka stworzonego w drugiej połowie XIX wieku we wschodniej Galicji.
Język, którego bazą był ludowy język ruski Galicji oraz język cerkiewnosłowiański zmieszane z językiem rosyjskim (z dodatkiem polonizmów i ukrainizmów, i z ukraińską wymową), używany był w publikacjach moskalofilów, jako potwierdzenie tezy, że Ukraińcy posługują się dialektem języka rosyjskiego.
Wydawano w nim kilka gazet i periodyków (m.in. w latach 1851–1854 „Zorię Hałyćką”), pisali w nim: Ołeksandr Duchnowycz, Ołeksandr Pawłowycz, Jakiw Hołowacki, Mykoła Ustyjanowycz, Antin Mohylnyćkyj, Wasyl Mohylnyćkyj, Iwan Huszałewycz, Kławdija Ałeksowycz, Orest Awdykowskyj, jak również dziennikarze i wydawcy Osyp Monczałowśkyj, Seweryn Szechowycz, Hryhorij Kupczanko, Bohdan Didyćkyj, Wasyl Prodan.
W latach 1887–1893 jazyczije zostało wśród moskalofili zastąpione językiem rosyjskim.
Jazyczije pozostawiło po sobie wielką spuściznę literacką, mimo to jego fenomen nie został zbadany. Na Zakarpaciu wersja jazyczija była używana do 1945, a na Słowacji do 1953.

## Przykład tekstu
Що єсть тепло и свѣтло — того дово̂дно оучени̂ єще не знаютъ. Но безъ свѣтла и тепла нїяка изъ нашихъ пашниць не може оудатися. — Свѣтло, здаеся, возбуджае въ рослинахъ силу, которою они оуглянный квасъ, амонїякъ, воду, и другое поживлѣнье розкладаютъ на части, зъ ıакихъ тїи рѣчи повстаютъ, — и — потребное въ себе вживаютъ, остальное же назадъ воздухови о̂тдаютъ. На пр. оугляный квасъ розкладаютъ они на єго части, на квасородъ и оуглеродъ, и оуглеродъ вживаютъ въ себе, квасородъ же о̂тдаютъ воздухови, и тымъ способомъ воздухъ все о̂тсвѣжуютъ. Но все то дѣеся лишь днемъ при свѣтлѣ солнечно̂мъ, ночїю же нѣ; и также днемъ при захмарено̂мъ небѣ робота тая оуже имъ складно не иде, а для того въ хмарнїи роки овощи николи не буваютъ смачни̂ та тревали̂. (1875)